# Centrorhynchidae
Centrorhynchidae är en familj av hakmaskar. Centrorhynchidae ingår i ordningen Polymorphida, klassen Palaeacanthocephala, fylumet hakmaskar och riket djur.
Kladogram enligt Catalogue of Life:
| Centrorhynchidae | \| \| Centrorhynchus \| \| \| \| \| \| Sphaerirostris \| \| \| \| |
|                  | \| \| Centrorhynchus \| \| \| \| \| \| Sphaerirostris \| \| \| \| |
|                  | Plagiorhynchidae                                                  |
|                  |                                                                   |
|                  | Polymorphidae                                                     |
|                  |                                                                   |
|                  | Centrorhynchus                                                    |
|                  |                                                                   |
|                  | Sphaerirostris                                                    |
|                  |                                                                   |

|  | Centrorhynchus |
|  |                |
|  | Sphaerirostris |
|  |                |